# Lucasioides sinuosus
Lucasioides sinuosus är en kräftdjursart som först beskrevs av Nunomura 1987.  Lucasioides sinuosus ingår i släktet Lucasioides och familjen Trachelipodidae. Inga underarter finns listade i Catalogue of Life.